# Keisuke Goto
Keisuke Goto (Shizuoka, 3 juni 2005) is een Japans voetballer. De centrumspits staat sinds 2025 onder contract bij RSC Anderlecht. Tijdens het seizoen 2025/26 wordt hij verhuurd aan Sint-Truiden.

## Clubcarrière

### Júbilo Itawa
Goto genoot zijn jeugdopleiding bij Júbilo Iwata. Op 20 juli 2022 maakte hij zijn officiële debuut in het eerste elftal van de club: in de achtste finale van de Beker van de keizer liet trainer Akira Ito hem in de 87e minuut invallen tegen Tokyo Verdy. Júbilo Iwata dwong in de blessuretijd nog verlengingen af, waardoor Goto meer dan een halfuur speeltijd kreeg. De club sneuvelde uiteindelijk in de verlengingen.
In het seizoen 2023 maakte Goto de overstap naar de A-kern van Júbilo Iwata, dat in 2022 uit de hoogste divisie was gezakt. Op de openingsspeeldag van de J2 League scoorde hij als invaller tweemaal in de 2-3-nederlaag tegen Fagiano Okayama. Goto opende zijn doelpuntenrekening voor Júbilo Iwata op de leeftijd van 17 jaar en 260 dagen, hiermee onttroonde hij Naohiro Takahara als jongste doelpuntenmaker ooit van de club in een officiële wedstrijd.

### RSC Anderlecht
Eind november 2023 ondertekende Goto een éénjarig huurcontract bij RSC Anderlecht voor het jaar 2024, dat zou ingaan vanaf 1 januari. De transfer was in eerste instantie bedoeld voor de RSCA Futures, het beloftenelftal van Anderlecht in Eerste klasse B. Goto, die ook op de radar van heel wat andere Europese clubs had gestaan, was pas inzetbaar vanaf de jaarwisseling, maar in het najaar van 2023 trainde hij al mee met de RSCA Futures.
Op 12 januari 2024 was Goto bij zijn officiële debuut voor de RSCA Futures, op bezoek bij Beerschot VA, meteen goed voor een doelpunt. Vanop de strafschopstip hielp hij de RSCA Futures aan een 1-1-gelijkspel tegen de latere kampioen. In de vijf daaropvolgende wedstrijden bleef hij droog staan, om vervolgens in de laatste acht wedstrijden van het seizoen vijf keer te scoren. Met zes doelpunten kroonde Goto zich in het seizoen 2023/24 tot clubtopschutter van de RSCA Futures, ondanks het feit dat hij slechts een half seizoen had meegedaan.
Goto maakte zijn officiële debuut voor Anderlecht op 19 januari 2025 in de met 0–2 gewonnen uitwedstrijd tegen KV Kortrijk. Een week later verscheen hij voor het eerst in de basis in de thuiswedstrijd tegen KV Mechelen, mede door een blessure van Kasper Dolberg en de tegenvallende vorm van Luis Vázquez. Goto droeg bij aan de 4–1 overwinning door zijn eerste doelpunt voor Anderlecht te scoren.

#### Verhuur aan STVV
Op 7 augustus 2025 trok Goto voor een seizoen op huurbasis naar Sint-Truiden.

## Interlandcarrière
Goto droeg al het shirt van verschillende Japanse jeugdcategorieën.